# 劇場版 動物戦隊ジュウオウジャー ドキドキサーカスパニック!
『劇場版 動物戦隊ジュウオウジャー ドキドキサーカスパニック!』（げきじょうばん どうぶつせんたいジュウオウジャー ドキドキサーカスパニック）は、2016年8月6日より東映系で公開された特撮テレビドラマシリーズ「スーパー戦隊シリーズ」の『動物戦隊ジュウオウジャー』の劇場版作品。
『劇場版 仮面ライダーゴースト 100の眼魂とゴースト運命の瞬間』と同時上映。
キャッチコピーは「超銀河サーカスファイト開幕!」「ぶっちぎりの地球力!この星をなめるなよ!」。

## 概要
『動物戦隊ジュウオウジャー』の初の単独映画作品。タイトルの通りサーカスを題材としており、撮影にはポップサーカスが特別協力している。サーカス団の設定は、企画段階では人間のサーカスが想定されていたが、『ジュウオウジャー』の独自性を出すため、監督の柴﨑によりジューマンによるサーカス団と設定された。
ゲストとして、敵キャラクター・ドミドル役にお笑いコンビ・平成ノブシコブシの吉村崇が出演する。また一般公募による1,000人のエキストラが参加している。
本作品オリジナルのメカとしてキューブコンドルとコンドルワイルドが登場するほか、テレビシリーズで登場したばかりのワイルドトウサイキングも登場する。例年では1号ロボと追加戦士用ロボの合体形態が登場することは珍しく、監督の柴﨑貴行はテレビでの登場が早かったことから本作品にも登場させることができたことを述べている。
追加戦士である門藤操/ジュウオウザワールドは、本作品の撮影時点では味方になった後の話数の脚本が未完成であったため、操が味方になるテレビシリーズ第19話・第20話の監督である中澤祥次郎とともにキャラクターの詰めが行われた。また、ジュウオウザワールドのスーツアクターであった高田将司がテレビシリーズの撮影時に負傷降板しており、ジュウオウイーグル役の浅井宏輔が代役を務めた。柴﨑は高田のプランを聞いて演出を検討する予定であったため、浅井はキャラクターを掴みきれないまま演じており、後のキャラクター付けとは異なるものになったと述べている。
40作記念ということもあり、本作品では随所のシーンに過去39戦隊に関する要素が散りばめられている。これは柴﨑が美術スタッフと協力して独自に行ったものであり、1回の鑑賞ではわからないぐらいのネタを仕込むことでシリーズファンのリピーター化を狙ったとしている。

## あらすじ
人間界で暮らしているジューマンたちが結成したサーカス一座・ワールドアニマルサーカスのショーを見物に来た大和たち。特にセラたち4人のジューマンは同胞たちが元気に生活を送っているのを見て大喜びだった。
そんな中、地球を滅ぼしてサーカス会場にしようと企む宇宙大大大大大サーカス団の団長・ドミドルが現れ、サーカス団ごと子供たちをさらってしまった。ジュウオウジャーはドミドルの野望を打ち砕くために激闘へと身を投じる。

## 本作品のキャラクター
ペルル
コンドルのジューマンの子どもでサーカス一座・ワールドアニマルサーカスの一員。ジューマンたちがジューランドへ戻れなくなった後に、人間界で生まれたジューマンであり、ジューランドのことはキューブコンドルが見せる映像でしか知らない。両親は既に故人。
Vシネマ『帰ってきた動物戦隊ジュウオウジャー お命頂戴!地球王者決定戦』にも登場する。
- 企画段階ではストーリーを「大和が他のジュウオウジャーのメンバーを助ける」とする方向であったが、監督の柴﨑貴行と脚本の香村純子が「第三者をジュウオウジャーが助ける」というストーリーを提案し、ペルルが創作された。当初は宇宙人などと想定されていたが、同時期にセラの家族が登場する第9話の撮影が行われスタッフ内で子供のジューマンの可愛らしさが話題になっていたことから、ペルルも子供のジューマンと設定された。

ドミドル
宇宙大大大大大サーカス団の団長。宇宙全体を自分好みのサーカスステージに作り替えようと企んでおり、複数の惑星を潰して丸めて巨大な玉乗りに使ったり、恒星を並べ替えて火の輪をくぐるなど数々の星を思うがままにしている。常にテンションが高く「大大大大大」が口癖。サジタリアークからメーバメダルを盗み、メーバを従えている。手に持つ鞭シルクドウィップで、あらゆる動物を強制的に自分の下僕にする。人間態も披露。サーカスを見に来ていた子供たちをさらって泣き声を集めて強力なエネルギーに変換、「宇宙特大ブランコを設置するのに邪魔だから」という理由で地球破壊を企む。
- 怪人態のデザインは篠原保が担当した。モチーフは赤い髪に白い顔のピエロのような顔やサーカス団長。シルクハットは帽子に見えつつ全く異なる形にしている。篠原は顔の造作を人っぽくすることに疑問を抱き、鼻と髭の処理に大半の作業時間を費やしたという。

ドミドル完全態
ドミドルが宇宙船フライングテント号と融合・巨大化した姿。鞭となった両腕と砲台から放つナイフが武器である。
- デザインは篠原保が担当した。当初、篠原はメリーゴーラウンドをモチーフとし、ジュウオウジャー側との「四角VS丸」という構図を想定していたが、撮影の都合によりドミドルの着ぐるみと宇宙船のミニチュアを組み合わせたデザインとなった。ムチの両腕は変わっていないが、木馬をフィン状のパーツに変更し、メカ寄りに調整している。

## 戦力
キューブコンドル
コンドル型のジュウオウキューブ。キューブナンバーは0。幻想の翼ビッグコンドルウイングはホログラムを見せる機能を持つ。首と翼の基部の間に一門ずつ備えている銃口から発射するビームと胴体両脇から発射するパンチ弾を武器とする。銃口からは強制合体用の光線も発射。元々はペルルが父親とともに拾い、所有するジュウオウキューブだが、ドミドルの鞭で操られていた。
コンドルワイルドの上半身を構成する。
奪還後は、ワイルドトウサイキングがビッグキングソードを外して剣のように装備しコンドルセイバーとなる。刃部分にエネルギーを纏うことで、イーグライザーのような形状に変化させての連続攻撃も使用可能。必殺技は剣全体にエネルギーを纏い、左から右に半円を描き、光の翼を展開したワイルドトウサイキングが、右斜め下に斬り裂くコンドルジュウオウインフィニティ。
テレビシリーズ本編には直接登場はしないが、ワイルドトウサイドデカキングの必殺技ジュウオウドデカダイナマイトストリーム発動時に確認できる。
『帰ってきた動物戦隊ジュウオウジャー お命頂戴!地球王者決定戦』にて再登場。この時は幻を見せる能力を利用してジュウオウイーグルとジュウオウバードを融合させ、ジュウオウコンドル誕生に導いている。
- 幻を見せるという能力は、テレビシリーズ第1話・第2話で使用したジューランドのミニチュアを活用することを前提に設定された。
- デザインは、キューブイーグルにピッキングソードを刺した状態から発想されたが、ワシとタカでは違いを出しづらいため実際のデザインではキューブゴリラのリデコとなった。パンチギミックなどもキューブゴリラと同様のものとなっている。

コンドルワイルド
コンドル、タイガー、エレファントの3体が下から4・5・0の順に積み重なって動物合体した姿。キューブコンドルを操るドミドルが強制合体を行って姿を現して、ジュウオウキングを倒し、ジューマンのみのジュウオウジャーを捕らえた。
背中に金色の光の翼を発生させて飛行することが可能。
必殺技は空中から拳状のエネルギー弾を連射するコンドルロケットナックル。
後に『帰ってきた動物戦隊ジュウオウジャー お命頂戴!地球王者決定戦』にて再登場し、初めてジュウオウジャーによって運用された。
ジュウオウキング 1・2・3・4・5
ジュウオウキング1・2・3、エレファント、タイガーの3体が下から5・4・3・2・1の順に積み重なって動物キューブ合体したジュウオウキングのスペシャルタイプ。横に動きながらジュウオウソードと各部のバリヤーで防御を行う。
ドミトルが操るキューブコンドルのビーム攻撃を弾くために合体するが、キューブコンドルのパンチ弾による質量攻撃で5と4の部分を崩されていき、ビームで5の部分を攻撃されて完全に合体が解除、ジュウオウキング1・2・3に戻ってしまった上、コンドルワイルドへの強制合体を許してしまった。
- 映像では上半身をスーツ、下半身をCGで表現している。特撮監督の佛田洋は本作品で一番やりたかったこととしている。

フライングテント号
ドミドルの宇宙船。宇宙大大大大大サーカス団のテントでもある。
- デザインは篠原保が担当した。上半分がサーカスのテントと移動用の列車や馬車をモチーフとしており、下半分が宇宙船らしいメカデザインとなっている。ドミトルと合体することを考慮して、ガチガチな形状ではなく、あえてごちゃごちゃした古めかしい感じにしている。

## 39戦隊の要素
出典 超全集 2017, pp. 82–83, 「スーパー戦隊39アイテム」
| 戦隊名                     | アイテム名             | 登場箇所                             |
| -------------------------- | ---------------------- | ------------------------------------ |
| 秘密戦隊ゴレンジャー       | スナックゴン           | 街の看板に記載。                     |
| ジャッカー電撃隊           | ビッグボンバー         | ステージ脇に置かれている。           |
| バトルフィーバーJ          | ペンタフォース         | テントのバックヤードに置かれている。 |
| 電子戦隊デンジマン         | デンジスティック       | テントのバックヤードに置かれている。 |
| 太陽戦隊サンバルカン       | スナックサファリ       | 宇宙サーカスの広告の「協賛」に記載。 |
| 大戦隊ゴーグルファイブ     | ゴーグルリング         | テントのバックヤードに置かれている。 |
| 科学戦隊ダイナマン         | 夢野発明センター       | 宇宙サーカスの広告の「協賛」に記載。 |
| 超電子バイオマン           | バイバスター           | テントのバックヤードに置かれている。 |
| 電撃戦隊チェンジマン       | 地球守備隊制服         | EDダンスで女性が着用。               |
| 超新星フラッシュマン       | プリズムバトン         | セイウチのジューマンが使用。         |
| 光戦隊マスクマン           | 姿レーシングクラブ     | 街の看板に記載。                     |
| 超獣戦隊ライブマン         | グラムロッド           | 制御室のテーブルに置かれている。     |
| 高速戦隊ターボレンジャー   | 都立武蔵野学園高校     | 宇宙サーカスの広告の「協賛」に記載。 |
| 地球戦隊ファイブマン       | スーパーファイブボール | テントのバックヤードに置かれている。 |
| 鳥人戦隊ジェットマン       | golden gate            | 宇宙サーカスの広告の「協賛」に記載。 |
| 恐竜戦隊ジュウレンジャー   | ゲキの服               | チラシの写真のジューマンが着用。     |
| 五星戦隊ダイレンジャー     | 大輪剣                 | テントのバックヤードに置かれている。 |
| 忍者戦隊カクレンジャー     | カクレンジャーボール   | テントのバックヤードに置かれている。 |
| 超力戦隊オーレンジャー     | U.A.O.H.制服           | EDダンスで男性が着用。               |
| 激走戦隊カーレンジャー     | 芋長の芋ようかん       | 真理夫のアトリエに置かれている。     |
| 電磁戦隊メガレンジャー     | 諸星学園高校           | 宇宙サーカスの広告の「協賛」に記載。 |
| 星獣戦隊ギンガマン         | ハヤテの服             | チラシの写真のジューマンが着用。     |
| 救急戦隊ゴーゴーファイブ   | ダイモンのジャケット   | EDダンスで男性が着用。               |
| 未来戦隊タイムレンジャー   | 竜也の変身スーツ       | チラシの写真のジューマンが着用。     |
| 百獣戦隊ガオレンジャー     | 闇狼の面               | 真理夫のアトリエに置かれている。     |
| 忍風戦隊ハリケンジャー     | サーガイン             | サジタリアーク内に登場。             |
| 爆竜戦隊アバレンジャー     | 恐竜やのカレー         | 操のキャンプ。                       |
| 特捜戦隊デカレンジャー     | ドギー・クルーガー     | 宇宙サーカスの観客、EDダンス。       |
| 魔法戦隊マジレンジャー     | 魁の魔法のホウキ       | 真理夫のアトリエに置かれている。     |
| 轟轟戦隊ボウケンジャー     | プレシャスボックス     | 操のキャンプ用品。                   |
| 獣拳戦隊ゲキレンジャー     | マスター・シャーフー   | 宇宙サーカスの観客、EDダンス。       |
| 炎神戦隊ゴーオンジャー     | ケガスティック         | テントのバックヤードに置かれている。 |
| 侍戦隊シンケンジャー       | ススコダマ             | サジタリアーク内に登場。             |
| 天装戦隊ゴセイジャー       | ビービ虫               | サジタリアーク内に登場。             |
| 海賊戦隊ゴーカイジャー     | ナビィ                 | 真理夫のアトリエに置かれている。     |
| 特命戦隊ゴーバスターズ     | エネトロン缶           | 操のキャンプ用品。                   |
| 獣電戦隊キョウリュウジャー | 賢神トリン             | 宇宙サーカスの観客、EDダンス。       |
| 烈車戦隊トッキュウジャー   | チケット               | EDダンス。                           |
| 手裏剣戦隊ニンニンジャー   | 狸の焼き物             | 真理夫のアトリエに置かれている。     |

## キャスト
- 風切大和 / ジュウオウイーグル - 中尾暢樹
- セラ / ジュウオウシャーク - 柳美稀
- レオ / ジュウオウライオン - 南羽翔平
- タスク / ジュウオウエレファント - 渡邉剣
- アム / ジュウオウタイガー - 立石晴香
- 門藤操 / ジュウオウザワールド - 國島直希
- ペルル[注釈 5] - 笹野鈴々音
- 子供A - 田中仁人
- 子供B - 池澤巧貢
- 親A - 笠木泉
- 親B - 吉成浩一
- ドミドル - 吉村崇（平成ノブシコブシ）
- 森真理夫 - 寺島進

### 声の出演
- ナレーション - チョー
- ジニス - 井上和彦
- ナリア - 寿美菜子
- アナウンス - 佐藤アサト

### スーツアクター
- ジュウオウイーグル[5]、ジュウオウザワールド[5] - 浅井宏輔
- ジュウオウシャーク[25] / 獣セラ[25] - 五味涼子
- 獣人レオ[26] / ジュウオウライオン[26] - 竹内康博
- ジュウオウエレファント[27] / 獣タスク[27] - 中田裕士
- 下園愛弓
- 高田将司
- 日下秀昭
- コンドルワイルド[28]、ジュウオウサーカス[29] - 藤田洋平
- ドミドル[1] - 岡元次郎
- 神尾直子
- 蜂須賀祐一
- 橋本恵子
- 団員B[30] - 村岡弘之
- 藤井祐伍
- 清家利一
- 大林勝
- おぐらとしひろ
- 高橋光
- 田中宏幸
- 内川仁朗
- ジューマン男子[31] - 蔦宗正人
- 岡田和也
- サーカスジュウマン[32] - 井口尚哉
- 寺本翔悟
- 榮男樹
- 田中領
- 田中慶
- 松岡千尋
- 北村海
- 隈本秋生
- 三上真司
- 坂内大雅
- 穂積慎也
- 今井結香子
- 白井雅士
- 吉田裕也
- 内山大輔
- 三枝達也
- 中山孟
- 影山大輝
- 菅原将暉
- 坂井良平
- 山口仁美
- 山口真弥
- 森田健一
- 霜田元
- 大河平レオン
- 上平田結花
- 齊藤謙也
- 関谷健利
- 小森拓真
- 松本直也
- 草野伸介

## スタッフ
- 製作 - 手塚治（東映）、亀山慶二（テレビ朝日）、高木勝裕（東映アニメーション）、間宮登良松（東映ビデオ）、野田孝寛（アサツー ディ・ケイ）、松田英史（東映エージエンシー）、垰義孝（バンダイ）
- 企画 - 白倉伸一郎（東映）、佐々木基（テレビ朝日）、鷲尾天（東映アニメーション）、加藤和夫（東映ビデオ）、堤直之（アサツー ディ・ケイ）、竹内淳裕（東映エージエンシー）、桃井信彦（バンダイ）
- 原作 - 八手三郎
- 脚本 - 香村純子
- 音楽 - 亀山耕一郎
- 音楽プロデュース - Project.R、本谷侑紀
- 撮影 - 松村文雄、相葉実
- 照明 - 堀直之
- 美術 - 大谷和正
- 録音 - 伝田直樹
- 編集 - 柳澤和子
- 整音 - 室薗剛
- スクリプター - 高山秀子
- 助監督 - 杉原輝昭
- 製作担当 - 東正信
- ラインプロデューサー - 青柳夕子
- 計測 - 森田曜
- 撮影助手 - 佐藤真之、根来佑子、葉山昌堤、長谷川玲子
- 録音助手 - 小池利幸、青木朋弥、村山雄亮、土屋年弘
- 助監督 - 谷本健晋、石黒裕章、篠原拓海
- 進行主任 - 石井宏樹
- 進行助手 - 永井大裕
- 製作デスク - 辻絵里子
- 製作応援 - 喜多智彦
- 音響効果 - 小川広美（大泉音映）
- AP - 菅野あゆみ
- 広報AP - 川勝宥典
- キャラクターデザイン - 篠原保、豊田幸秀
- 技術協力 - 東映デジタルセンター、東映ラボ・テック、株式会社RAID、RED DIGITAL CINEMA SHOT ON RED(RED EPIC)、nac IMAGE TECHNOLOGY、おいぬビジョン、grass valley、BULL、WING-T、GRIFFITH、ATV、alpedia、M・SOFT、Libec、enRoute
- 特別協力 - ポップサーカス
- 協力 - 石森プロ
- 製作プロダクション - 東映テレビ・プロダクション
- エグゼクティブプロデューサー - 佐々木基（テレビ朝日）、疋田和樹（東映エージエンシー）
- プロデューサー - 宇都宮孝明、柴田宏明、望月卓（東映）、井上千尋（テレビ朝日）、矢田晃一、深田明宏（東映エージエンシー）
- アクション監督 - 福沢博文
- 特撮監督 - 佛田洋
- 劇場版「ゴースト・ジュウオウジャー」製作委員会（東映、tv asahi、東映アニメーション、東映ビデオ、ADK、東映エージエンシー、バンダイ）
- 監督 - 柴﨑貴行

## 音楽
主題歌「レッツ! ジュウオウダンス」
作詩：藤林聖子 / 作・編曲：谷本貴義 / 歌：大西洋平（Project.R） / コーラス：ヤング・フレッシュ / 音楽プロデュース：Project.R（日本コロムビア） / 振付：パパイヤ鈴木
挿入歌「動物戦隊ジュウオウジャー」
作詩：藤林聖子 / 作曲･歌：高取ヒデアキ（Project.R） / 編曲：籠島裕昌 / コーラス：ヤング・フレッシュ / 演奏：Z旗

## 映像ソフト化
2016年12月7日発売。Blu-ray / DVDでリリース。本作品から『宇宙戦隊キュウレンジャー THE MOVIE ゲース・インダベーの逆襲』まで、コレクターズパックのBlu-ray版は本編DVDとのセット販売となり、特典ディスクもDVDに戻されていた。
- 劇場版 動物戦隊ジュウオウジャー ドキドキサーカスパニック! Blu-ray+DVDセット 通常版（2枚組）
  - ディスク1：本編Blu-ray
  - ディスク2：本編DVD
    - 映像特典（ディスク1、ディスク2共通）
      - 特報
      - 劇場予告編
      - 劇場先付映像
      - TVスポット集
      - ノンスーパーED
- 劇場版 動物戦隊ジュウオウジャー ドキドキサーカスパニック! DVD通常版（1枚組）
  - 映像特典
    - 特報
    - 劇場予告編
    - 劇場先付映像
    - TVスポット集
    - ノンスーパーED
- 劇場版 動物戦隊ジュウオウジャー ドキドキサーカスパニック! Blu-ray+DVD コレクターズパック（3枚組）
  - ディスク1：本編Blu-ray（通常版と共通）
  - ディスク2：本編DVD（通常版と共通）
  - ディスク3：特典DVD
    - メイキング
    - 製作発表会見
    - 完成披露スペシャルイベント
    - 完成披露上映会舞台挨拶
    - 公開2日目舞台挨拶
    - 大ヒット御礼舞台挨拶（WEB用動画）
    - 39大スーパー戦隊登場アイテムコレクション
    - PR集
    - ジュウオウデータパーク
    - ポスターギャラリー

  - 初回限定特典
    - 貼ってはがせるジュウオウシール（2種）
- 劇場版 動物戦隊ジュウオウジャー ドキドキサーカスパニック! DVDコレクターズパック（2枚組）
  - ディスク1：本編DVD（通常版と共通）
  - ディスク2：特典DVD
    - メイキング
    - 製作発表会見
    - 完成披露スペシャルイベント
    - 完成披露上映会舞台挨拶
    - 公開2日目舞台挨拶
    - 大ヒット御礼舞台挨拶（WEB用動画）
    - 39大スーパー戦隊登場アイテムコレクション
    - PR集
    - ジュウオウデータパーク
    - ポスターギャラリー

  - 初回限定特典
    - 貼ってはがせるジュウオウシール（2種）